# Лучший из меченосцев
«Лучший из меченосцев» (англ. The Swordsman of All Swordsmen, кит. трад. 一代劍王, упр. 一代剑王, палл. И дай цзянь ван, буквально: «Эпоха короля мечей») — тайваньский фильм в жанре уся режиссёра Джозефа Го. Тайваньская премьера состоялась 6 октября 1968 года. В 2015 году фильм был показан на девятом кинофестивале Five Flavours.

## Сюжет
Уличное представление Жемчужины Ян и её отца сорвано, когда Чжоу Ху наносит серьёзное ранение старику в попытке отобрать у него дочь. Дело в том, что Чжоу Ху, увидев Жемчужину, был увлечён красотой девушки.
Между тем фехтовальщик Цай Инцзе прибывает в город. В ожесточённой схватке парень убивает Чжоу Ху. Находясь при смерти, отец Жемчужины просит спасителя взять его дочь в жёны. Инцзе отклоняет это предложение. Он не готов остепениться, поскольку его мщение за смерть своего отца не закончено.
Восемнадцать лет назад отец Инцзе, в своё время лучший из меченосцев, был зарезан Юнь Чжунцзюнем и его бандой. Знаменитый меч старика попал в руки Чжунцзюня, и вся его семья была уничтожена. Цай Инцзе, тем не менее, удалось избежать смерти.
Достигнув совершеннолетия, Инцзе стал искусным фехтовальщиком. Он начал поиски людей, виновных в гибели членов его семьи. Быстрой чередой убийцы погибают от его меча. Несмотря на это, главный враг, Чжунцзюнь, всё ещё скрывается от правосудия.
Во время поединков с членами банды Инцзе помогают Ласточка и Чёрный Дракон, оба известны благодаря своему искусству фехтования. Чёрный Дракон даёт понять Инцзе, что намерен выяснить, кто из них лучший, но молодой мститель желает сначала завершить начатое. Ласточка влюбляется в Инцзе, как только начинает узнавать его получше. Чёрный Дракон уходит.
Молодой мститель рассказывает Ласточке историю своей семьи и более решителен, чем когда-либо, отомстить за отца. Ласточка советует ему оставить прошлое в прошлом. Ей не удаётся убедить парня не преследовать главного убийцу отца, и она уходит.
Наконец Инцзе сталкивается лицом к лицу с Чжунцзюнем. Несмотря на то, что Чжунцзюнь стар и слеп, парень вступает с ним в поединок. В этот момент появляется Ласточка. Мститель выясняет, что Чжунцзюнь является её отцом. Она заявляет, что Чжунцзюнь раскаялся и на протяжении многих лет пытался разыскать Инцзе, чтобы вернуть ему отобранный когда-то меч.
Инцзе в итоге соглашается и уходит. На своём пути Инцзе встречает Чёрного Дракона, ждавшего окончания его дела. Теперь оба вступают в схватку, чтобы выяснить, кто из них лучший из меченосцев.

## В ролях
- Шангуань Линфэн — Ласточка (Фэй Яньцзы)
- Тянь Пэн[англ.] — Цай Инцзе
- Ян Мэнхуа — Жемчужина Ян
- Цзян Нань — Чёрный Дракон
- Цао Цзянь[кит.] — Юнь Чжунцзюнь
- Вэй Су[кит.] — Чжан Шаньгун, отец Инцзе
- Гао Мин — странник
- Мяо Тянь — Чжоу Ху
- Сюэ Хань — Инь Ши
- Кэ Юминь — Фан Бао
- Лу Чжи — Лю Сян
- Лю Чу — слуга Чжунцзюня
- Шан Чжигэ — Ци Тяньгун
- Ли Цзонань — бросает чашку чая

## Съёмочная группа
- Компания: Union Film
- Продюсер: Ша Жунфэн
  - Исполнительный продюсер: Чжан Таожань
- Режиссёр: Джозеф Го[англ.]
- Автор сценария: Тайрон Сюй[кит.]
  - Автор сюжета: Цзян Бинхань
- Ассистент режиссёра: Ши Ди, Ша Сыдао
- Постановка боевых сцен: Сэк Чипань, Пхунь Иукхуань
- Художник-постановщик: Ли Линце
- Монтаж: Цзян Шухуа
- Гримёр: У Сюйцин, Цзян Мэйжу
- Дизайнер по костюмам: Ли Цзячжи
- Оператор: Линь Цзаньтин[кит.]
- Композитор: Ли Сы

## Кассовые сборы
Картина стала кассовым хитом на Тайване и в Южной Корее.

## Отзывы
Критик и основатель ресурса easternkicks.com Эндрю Хескинс заявляет, что фильм «по-прежнему солидное и раннее вступление в жанр и свидетельствует о том, что всегда есть что-то, что стоит открыть заново».

## Награды
Тянь Пэн за роль в фильме получил премию в категории «Самый многообещающий актёр» на седьмом кинофестивале «Золотая лошадь» в 1969 году.